# والتر بلوك
والتر بلوك (بالإنجليزية: Walter Block)‏ (و. 1941  م) هو اقتصادي، من الولايات المتحدة، ولد في بروكلين.

## التعليم
تعلم في جامعة كولومبيا، وكلية بروكلين.

## وصلات خارجية
- والتر بلوك على موقع IMDb (الإنجليزية)